# Свинотопка
Свиното́пка, Па́влівка — річка у Жашківському та Лисянському районах Черкаської області, права притока Гнилого Тікичу (басейн Південного Бугу).

## Опис
Довжина річки 23 км, похил річки — 2,5 м/км. Формується з багатьох безіменних струмків та водойм. Площа басейну 125 км².

## Розташування
Свинотопка бере початок в селі Павлівка. Тече переважно на північний схід в межах сіл Виноград та Погибляк. На околиці Семенівки впадає у річку Гнилий Тікич, ліву притоку Тікичу. 
Притоки: Мотилівка (ліва).